# 凯蒂·查普曼
凯蒂·查普曼（英語：Katie Chapman，1982年6月15日—），英国女子足球运动员，场上位置是中场。她曾代表英格兰国家队参加2007年和2015年国际足联女子世界杯，其中2015年世界杯获得季军。